# Brudbröd
Brudbröd (Filipendula vulgaris Moench) är en art i familjen rosväxter. 

## Beskrivning
Blommar i början av juli eller något före gulmåran.
Brudbröd är lätt igenkänd på de starka och sega rötternas tjocka, kulformiga uppsvällningar, hårda men dock något köttiga knölar, som magasinerar vatten för torra perioder. Mot hösten blir de mjukare och tämligen välsmakande. För deras skull bökar vildsvinen upp jorden, varav växten fått en mängd benämningar, exempelvis:
| Namn                 | Trakt                       | Referens |
| -------------------- | --------------------------- | -------- |
| Galtaknapp           | Gärds härad                 | [ 1 ]    |
| Galtbröd             |                             | [ 2 ]    |
| Galtört              |                             | [ 3 ]    |
| Konvalj (!)          | Inom begränsad del av Skåne | [ 4 ]    |
| Soknappar            |                             | [ 3 ]    |
| Somalla (somandlar?) |                             | [ 2 ]    |
| Somilla              |                             | [ 2 ]    |
| Svinbröd             |                             | [ 2 ]    |
| Svinkrasse           |                             | [ 2 ]    |
| Svinkrässla          |                             | [ 4 ]    |

Blommorna är väldoftande på grund av sitt innehåll av metylsalicylat.
I trädgårdar odlas ibland sorterna 'Multiplex' ('Plena') som har fyllda blommor och 'Rosea' med rosa blommor.
Kromosomtal 2n = 24.

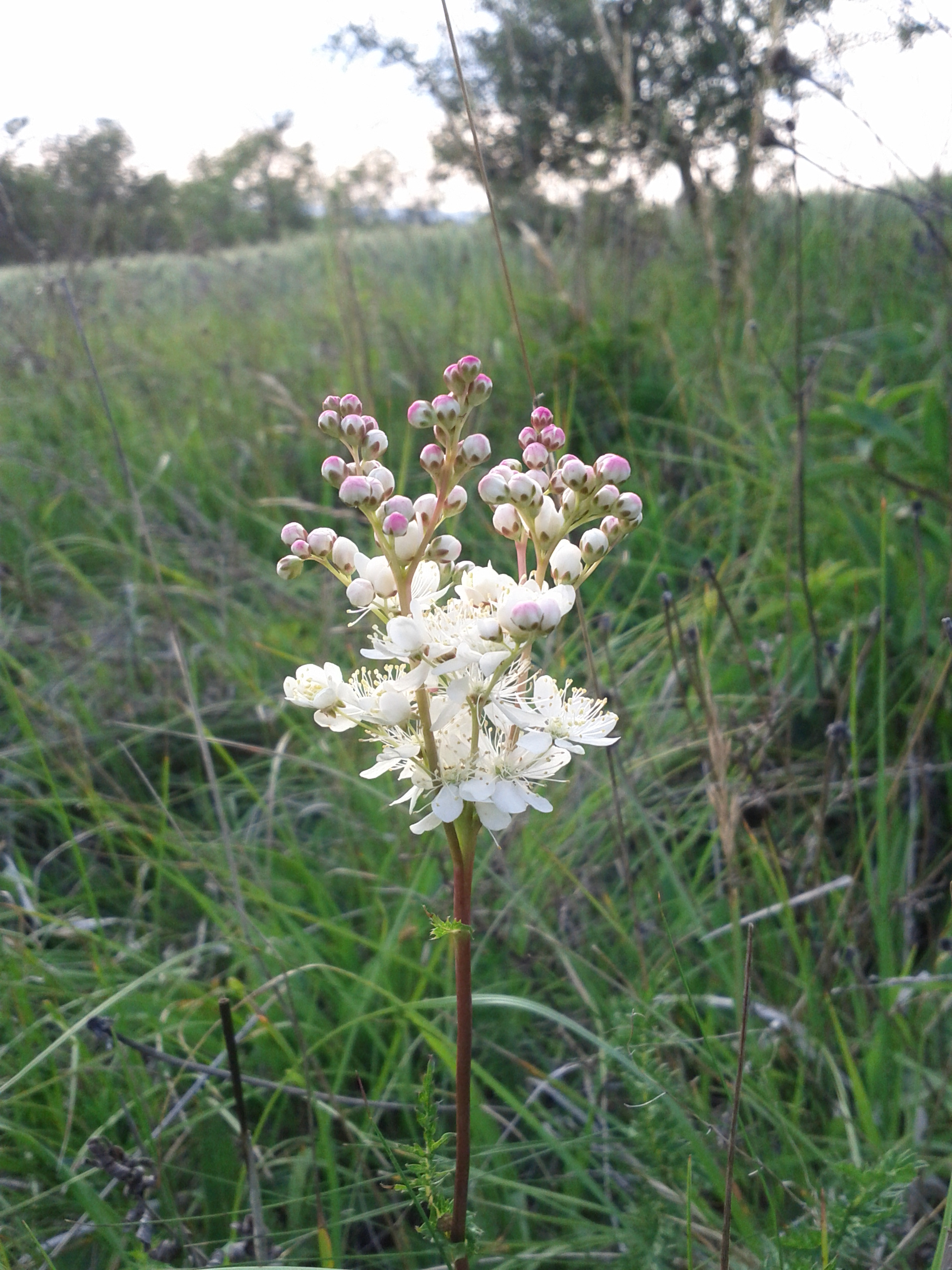
Brudbröd

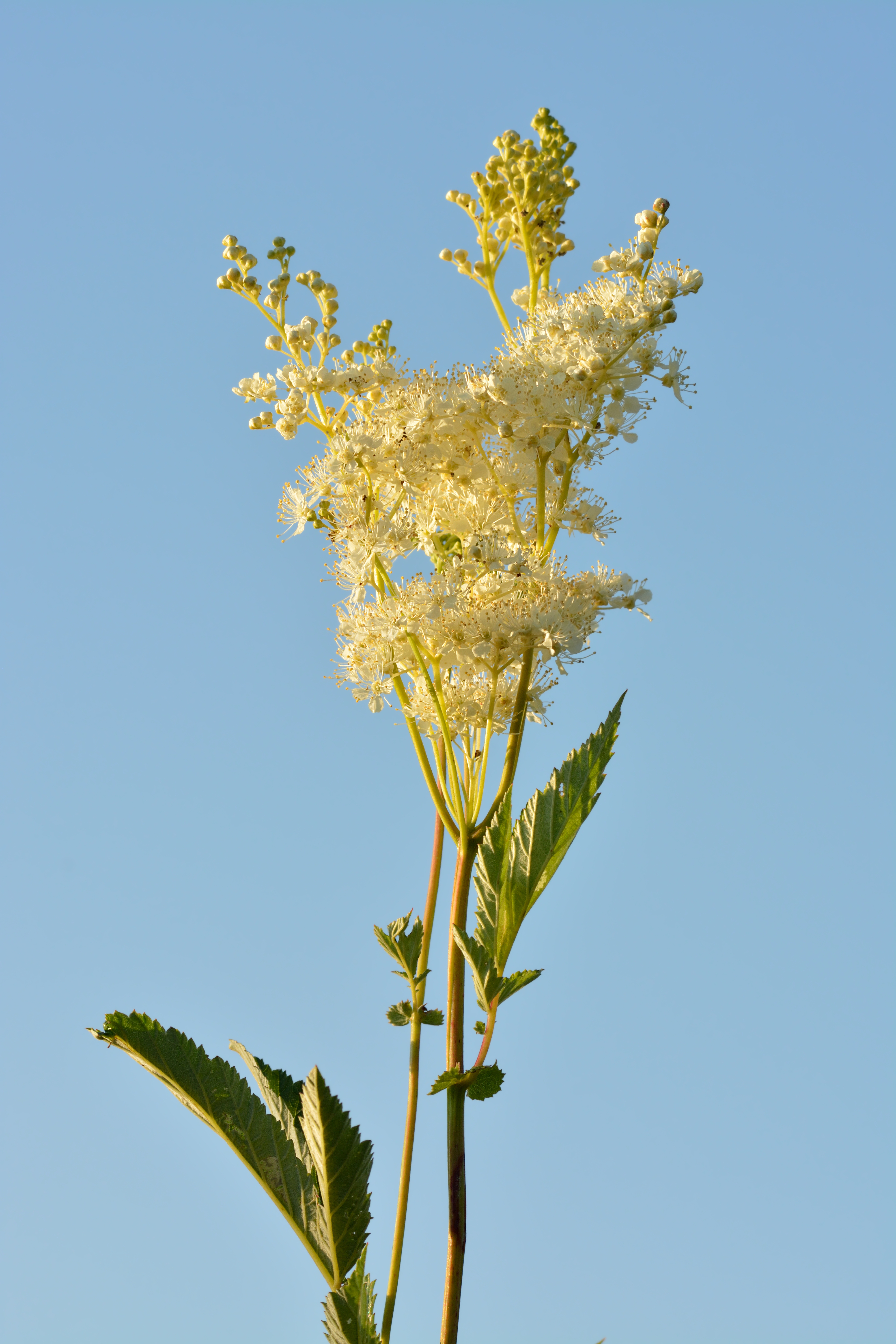
Älggräs

Brudbröd förväxlas ibland med älggräs, Filipendula ulmaria L.. En utmärkande skillnad är växtplatsen: Brudbröd växer på torra platser; älggräs i fuktig mark.

## Habitat
Arten förekommer i Europa till västra Sibirien och Turkiet, samt i nordvästra Afrika. Enstaka fynd i Nordamerika, men arten är inte ursprunglig där,
I Sverige går den i norr endast till Dalarna och Hälsingland; i Norge finns den endast i syd-östra hörnet; i Danmark på Sjælland och i norra Jylland, samt i Finland endast i det sydvästra hörnet.

### Utbredningskartor
- Norden
- Norra halvklotet

## Biotop
Brudbröd är en allmän karaktärsväxt för torra, solöppna ängsbackar.
Den är kalkgynnad.

## Användning
De näringsrika rotknölarna är ätliga, vilket ibland uppmärksammas i överlevnadskurser.
Av malda rotknölar kan nödbröd bakas.
I somliga trakter lär brudbröd ha insamllats för att ge smak åt vissa maträtter. Om exempelvis brudbrödblommor kokas i mjölk får mjölken god smak, antagligen p g a blommornas innehåll av metylsalicylat. (Detta ämne används f ö även för att ge smak åt vissa sorters tuggummi.)

## Etymologi
- Släktnamnet Filipendula kommer av latin filum = tråd och pendulus = hängande. Det syftar på rotknölarna hänger på trådar.
- Artepitetet vulgaris kommer av latin vulgus = hop, allmänhet och betyder vanlig.
- Brudbröd. Ordledet bröd syftar otvetydigt på rotknölarnas användning till nödbröd. Hur ledet brud skall förklaras är däremot oklart. Noteras kan emellertid att det tyska namnet för brudbröd är Kleines Mädesüß, ungefär Lilla sötnosen i betydelsen ung flicka. Detta kan kanske antyda ett sammanhang med en gemensam etymologisk rot långt tillbaka i tiden för ett kvinnligt väsen). I svenskt slangspråk menas med brud en person i allmänhet med kvinnligt kön; stundom förvrängt till brallis.

## Bilder

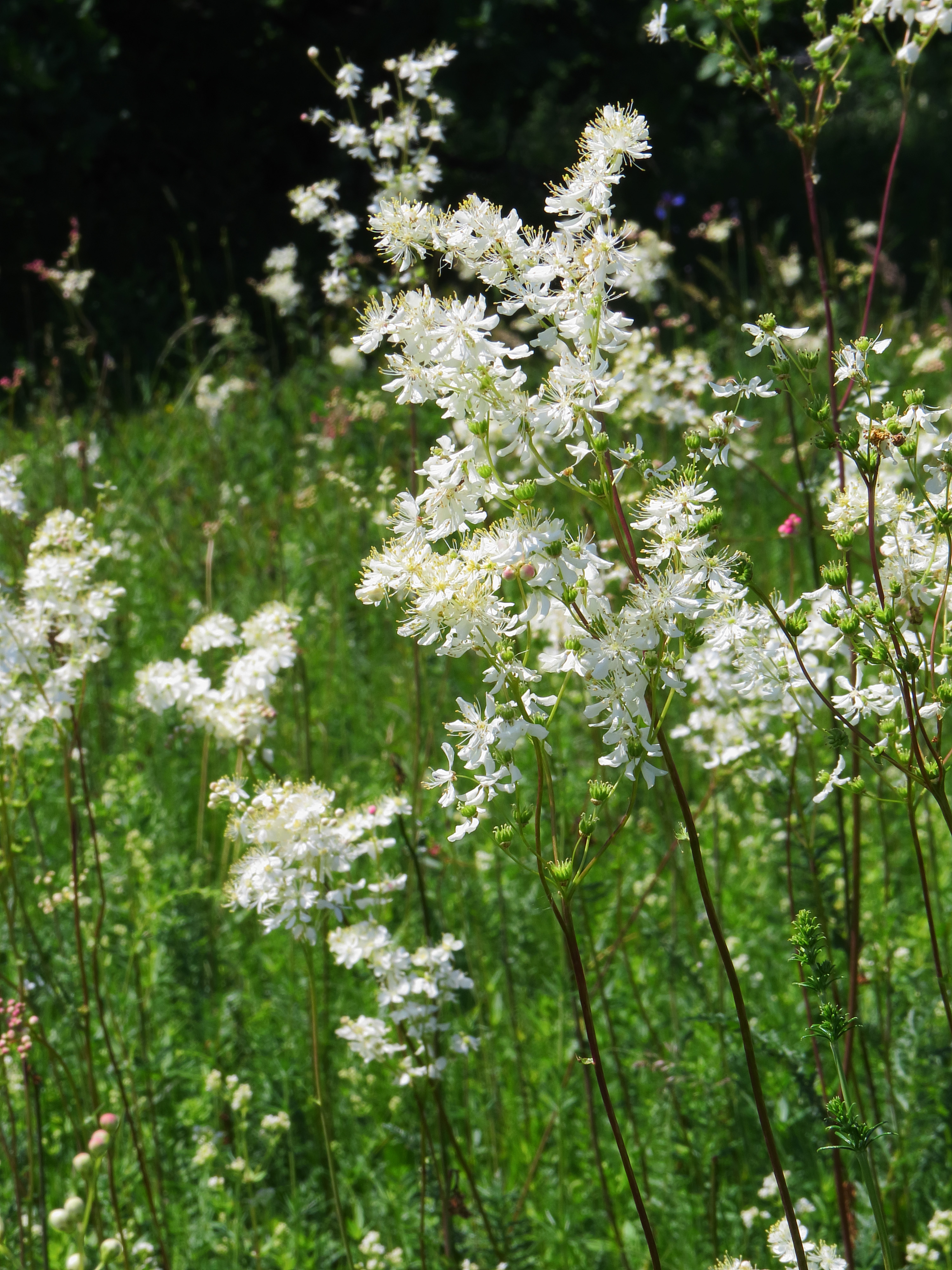
Filipendula vulgaris
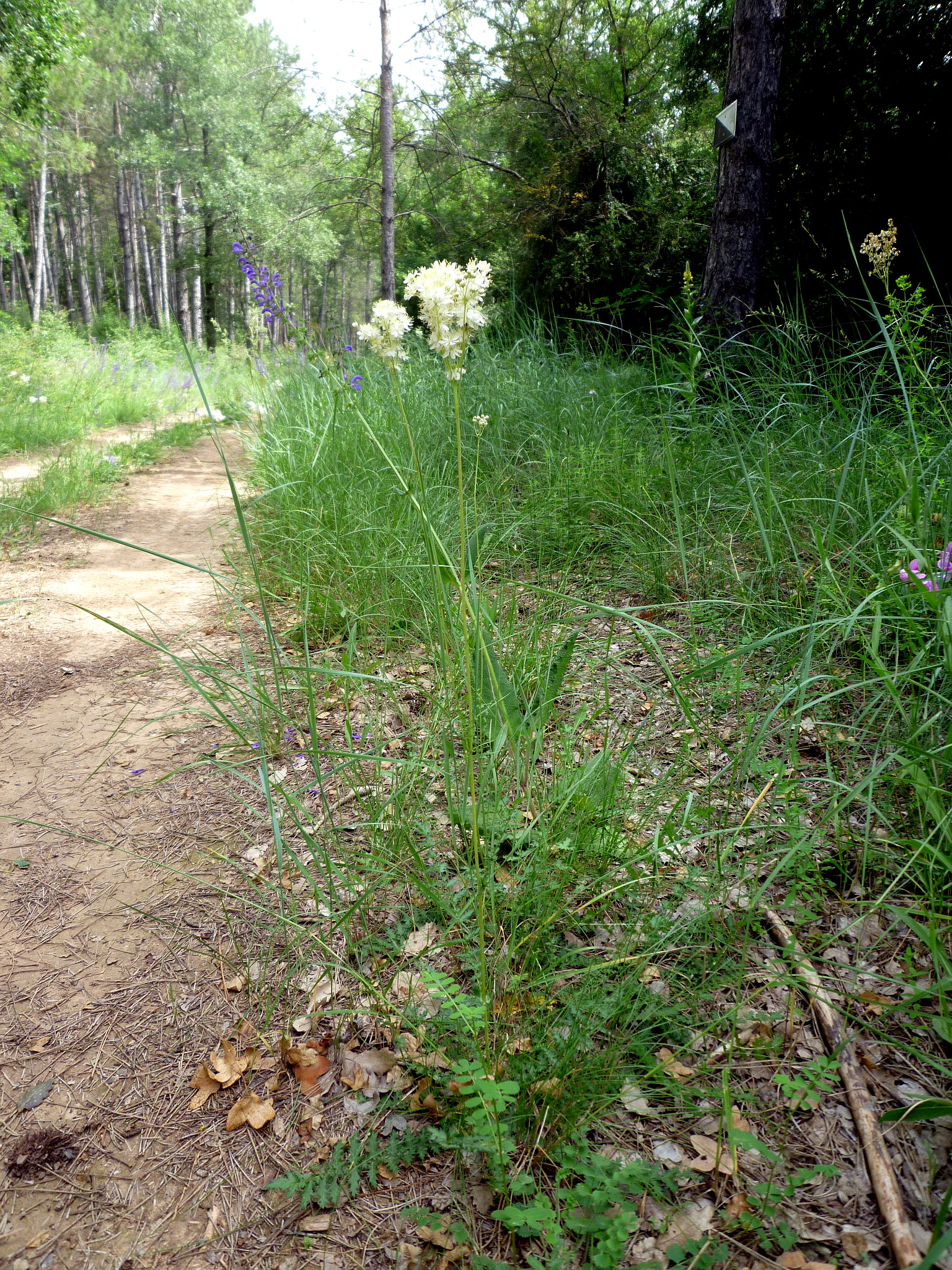
Blommor på hög stängel; blad bara nära marken
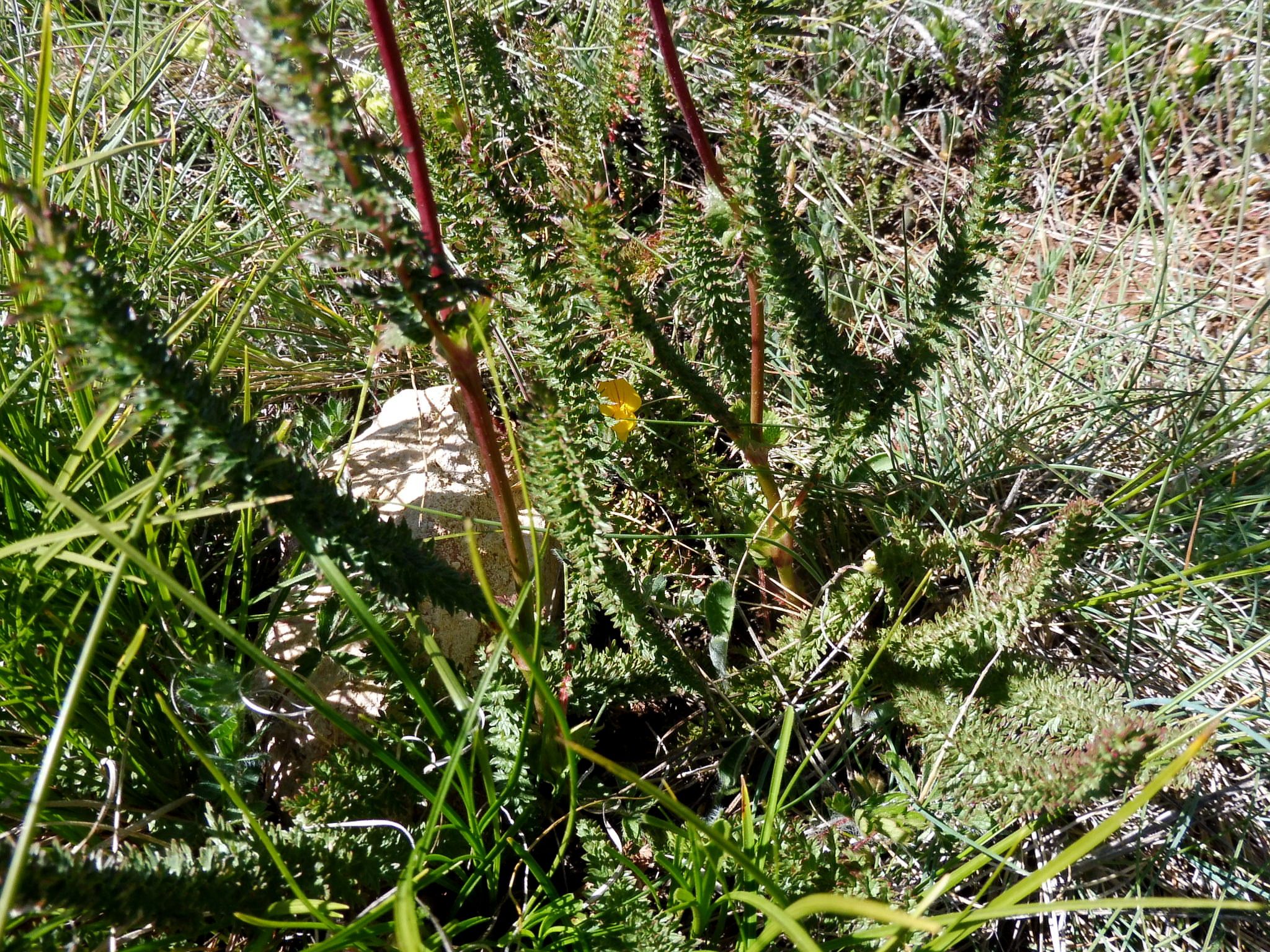
Blad
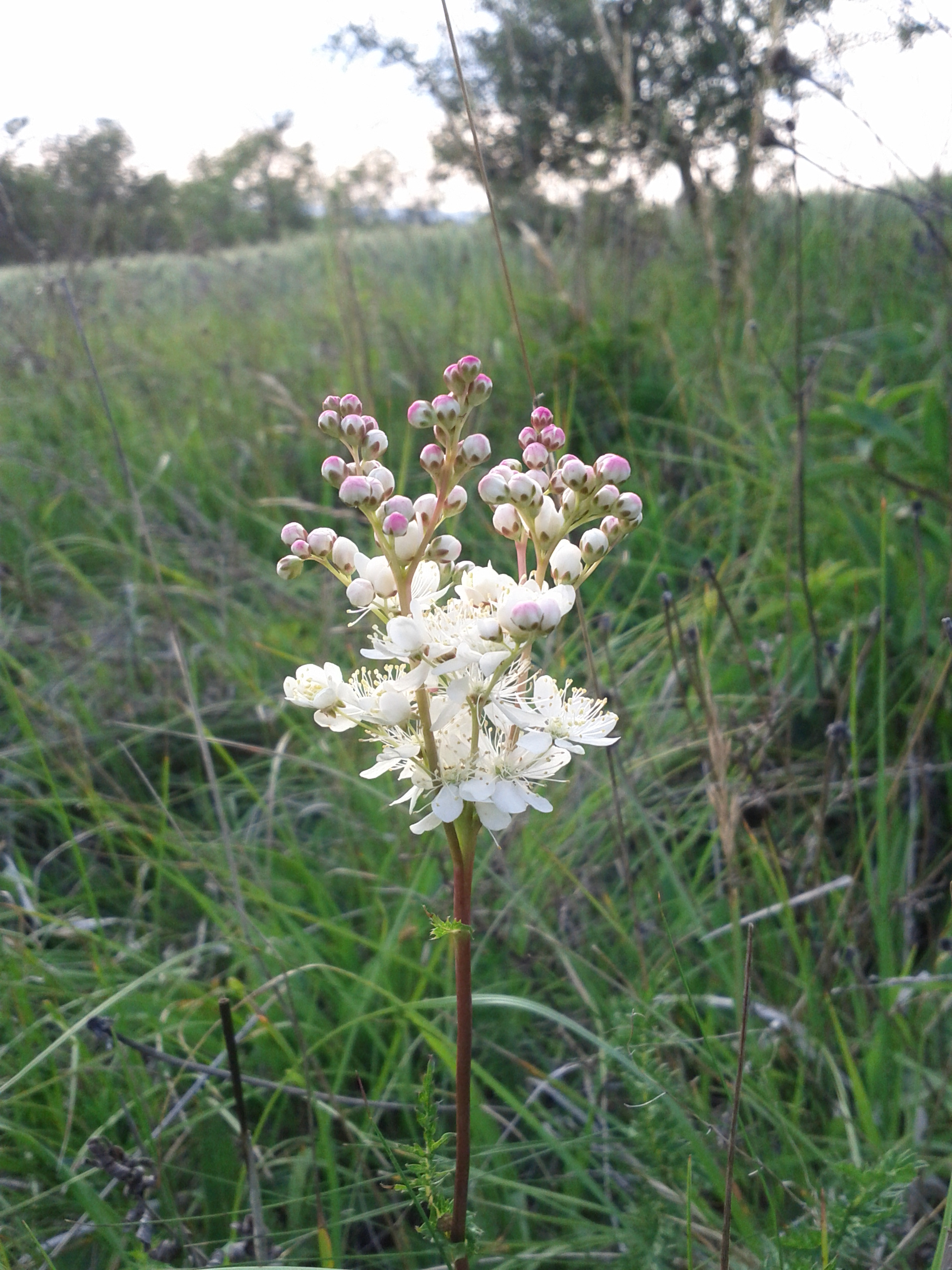
Fortfarande blomknoppar överst
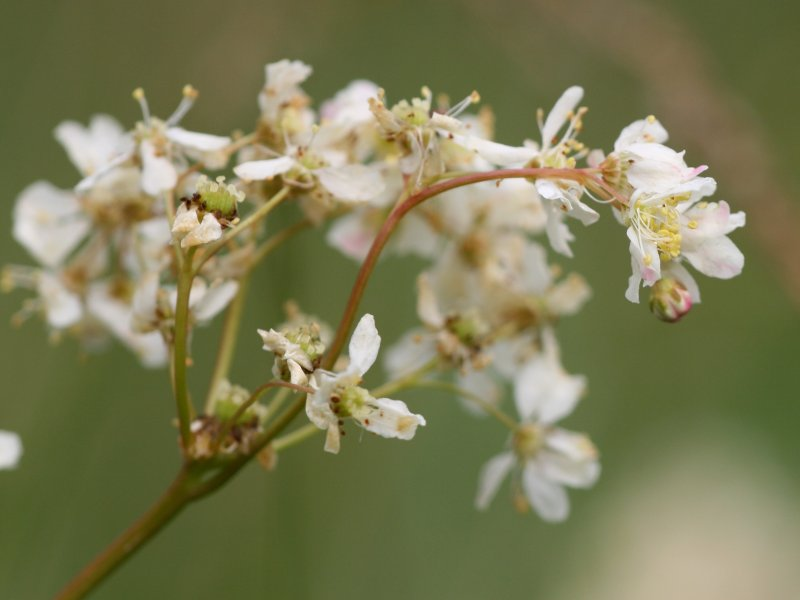
Närbild på blommor
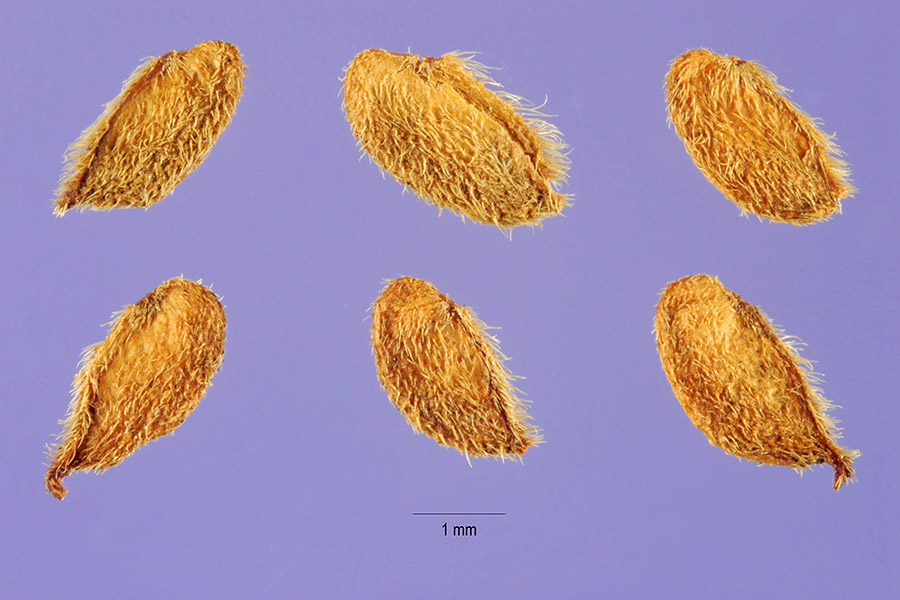
Fröna är håriga Lägg märke till skalan nederst
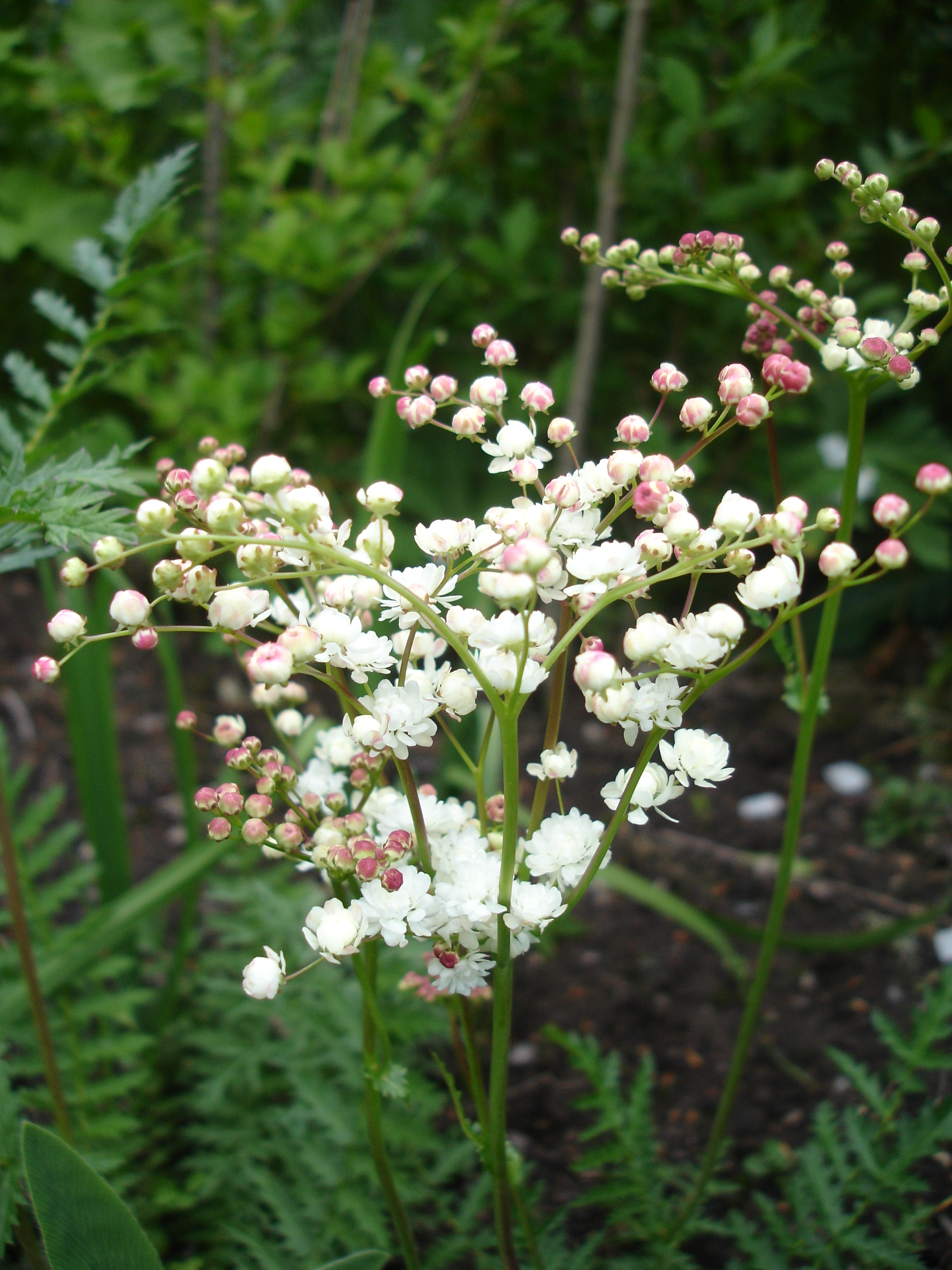
Förädlade sorten Multiplex